# Lampides wandammenensis
Lampides wandammenensis är en fjärilsart som beskrevs av James John Joicey och Talbot 1916. Lampides wandammenensis ingår i släktet Lampides och familjen juvelvingar. Inga underarter finns listade i Catalogue of Life.